# Mistrovství světa v ledním hokeji 2002 (Divize II)
Mistrovství světa v ledním hokeji (Divize II) se probíhala ve dnech 31. března–6. dubna 2002 v Kapském Městě (Skupina A) a 25. dubna–30. dubna 2002 Novém Sadu (Skupina B).

## Skupiny

### Skupina A
| Poř. | Země         | Z | V | R | P | Skóre | B  |
| ---- | ------------ | - | - | - | - | ----- | -- |
| 1.   | Estonsko     | 5 | 5 | 0 | 0 | 74:7  | 10 |
| 2.   | Belgie       | 5 | 4 | 0 | 1 | 37:11 | 8  |
| 3.   | Izrael       | 5 | 3 | 0 | 2 | 14:22 | 6  |
| 4.   | Austrálie    | 5 | 2 | 0 | 3 | 32:39 | 4  |
| 5.   | Jižní Afrika | 5 | 1 | 0 | 4 | 13:37 | 2  |
| 6.   | Turecko      | 5 | 0 | 0 | 5 | 3:57  | 0  |

 Belgie –  Austrálie 9:4 (3:1, 3:1, 3:2)
31. března – Kapské Město 
 Jižní Afrika –  Izrael 2:4 (0:0, 0:2, 2:2)
31. března – Kapské Město 
 Turecko –  Estonsko 0:24 (0:7, 0:5, 0:12)
31. března – Kapské Město 
 Izrael –  Belgie1:3 (0:1, 0:1, 1:1)
1. dubna – Kapské Město 
 Estonsko –  Jižní Afrika 15:0 (5:0, 3:0, 7:0)
1. dubna – Kapské Město 
 Austrálie –  Turecko 11:0 (4:0, 5:0, 2:0)
1. dubna – Kapské Město 
 Estonsko –  Belgie 4:3 (3:1, 1:2, 0:0)
3. dubna – Kapské Město 
 Izrael –  Austrálie 6:5 (2:1, 3:3, 1:1)
3. dubna – Kapské Město 
 Turecko –  Jižní Afrika 0:7 (0:4, 0:0, 0:3)
3. dubna – Kapské Město 
 Austrálie –  Estonsko 4:20 (2:7, 1:9, 1:4)
4. dubna – Kapské Město 
 Jižní Afrika –  Belgie 0:10 (0:5, 0:2, 0:3)
4. dubna – Kapské Město 
 Izrael –  Turecko 3:1 (1:0, 1:1, 1:0)
4. dubna – Kapské Město
 Belgie –  Turecko 12:2 (6:1, 5:0, 1:1)
6. dubna – Kapské Město 
 Austrálie –  Jižní Afrika 8:4 (3:1, 3:2, 2:1)
6. dubna – Kapské Město
 Estonsko –  Izrael 11:0 (2:0, 5:0, 4:0)
6. dubna – Kapské Město 

### Skupina B
| Poř. | Země        | Z | V | R | P | Skóre | B  |
| ---- | ----------- | - | - | - | - | ----- | -- |
| 1.   | Litva       | 5 | 5 | 0 | 0 | 71:6  | 10 |
| 2.   | Srbsko a ČH | 5 | 4 | 0 | 1 | 34:10 | 8  |
| 3.   | Španělsko   | 5 | 3 | 0 | 2 | 28:22 | 6  |
| 4.   | Bulharsko   | 5 | 2 | 0 | 3 | 30:29 | 4  |
| 5.   | Island      | 5 | 1 | 0 | 4 | 14:44 | 2  |
| 6.   | Lucembursko | 5 | 0 | 0 | 5 | 2:68  | 0  |

 Bulharsko –  Španělsko 3:5 (1:1, 2:3, 0:1)
25. března – Nový Sad 
 Lucembursko –  Litva 0:20 (0:7, 0:6, 0:7)
25. března – Nový Sad 
 Island –  Srbsko a ČH 1:8 (0:0, 1:6, 0:2)
25. března – Nový Sad 
 Litva –  Bulharsko 13:3 (6:2, 2:1, 5:0)
26. března – Nový Sad
 Španělsko –  Island 11:1 (2:0, 4:0, 5:1)
26. března – Nový Sad
 Srbsko a ČH –  Lucembursko 13:0 (6:0, 4:0, 3:0)
26. března – Nový Sad 
 Lucembursko –  Bulharsko 2:17 (1:0, 0:10, 1:7)
28. března – Nový Sad 
 Litva –  Island 20:0 (8:0, 6:0, 6:0)
28. března – Nový Sad 
 Španělsko –  Srbsko a ČH 0:7 (0:2, 0:3, 0:2)
28. března – Nový Sad 
 Španělsko –  Lucembursko 10:0 (1:0, 6:0, 3:0)
30. března – Nový Sad 
 Bulharsko –  Island 5:4 (0:1, 2:3, 3:0)
30. března – Nový Sad 
 Srbsko a ČH –  Litva 1:7 (0:2, 1:2, 0:3)
30. března – Nový Sad 
 Island –  Lucembursko 8:0 (1:0, 3:0, 4:0)
31. března – Nový Sad 
 Litva –  Španělsko 11:2 (5:1, 4:1, 2:0)
31. března – Nový Sad 
 Srbsko a ČH –  Bulharsko 5:2 (1:1, 3:0, 1:1)
31. března – Nový Sad